# Ophioconis cincta
Ophioconis cincta is een slangster uit de familie Ophiodermatidae.
De wetenschappelijke naam van de soort werd in 1888 gepubliceerd door Johannes Georg Brock.